# Charlie Hawke
Charlie John Hawke (3 de septiembre de 2002) es un deportista australiano que compite en natación, especialista en el estilo libre.
Ganó una medalla de bronce en el Campeonato Mundial de Natación de 2025, en la prueba de 4 × 200 m libre.
Estudió Ingeniería Eléctrica en la Universidad de Alabama.

## Palmarés internacional
| Campeonato Mundial | Campeonato Mundial  | Campeonato Mundial | Campeonato Mundial |
| Año                | Lugar               | Medalla            | Prueba             |
| ------------------ | ------------------- | ------------------ | ------------------ |
| 2025               | Singapur (Singapur) | Medalla de bronce  | 4 × 200 m libre    |